# Arcieparchia di Tripoli dei Maroniti
L'arcieparchia di Tripoli dei Maroniti (in latino Archieparchia Tripolitana Maronitarum) è una sede della Chiesa maronita in Libano. Nel 2022 contava 150.800 battezzati. È retta dall'arcieparca Youssef Antoine Soueif.

## Territorio
L'arcieparchia estende la sua giurisdizione sui fedeli maroniti nella parte nord-occidentale del Libano.
Sede arcieparchiale è la città di Tripoli nel Libano, dove si trova la cattedrale di San Michele.
Il territorio è suddiviso in 126 parrocchie.

## Storia
Fino al XVIII secolo il patriarcato maronita era solo formalmente suddiviso in eparchie: di fatto i vescovi erano tutti considerati come ausiliari del patriarca, l'unica vera guida della nazione maronita. In questo periodo sono noti alcuni vescovi di Tripoli, che di fatto erano vescovi titolari, senza nessuna giurisdizione reale sull'eparchia, che de iure non esisteva.
Il sinodo maronita del Monte Libano del 1736 istituì canonicamente le eparchie, tra cui quella di Tripoli. La Santa Sede approvò le decisioni del sinodo con la bolla Apostolica praedecessorum di papa Benedetto XIV del 14 febbraio 1742.
Inizialmente comprendeva tutto il territorio costiero da Tripoli a Laodicea.
Nel 1840 acquisì una decina di villaggi, sottratti da Propaganda Fide all'eparchia di Gibail e Botra.
Il 16 aprile 1954 cedette i territori che si trovavano in Siria a favore dell'erezione dell'amministrazione apostolica di Laodicea (in seguito divenuta eparchia di Laodicea).
Il 5 settenbre 1965 l'eparchia di Tripoli è stata elevata al rango di arcieparchia.

## Cronotassi dei vescovi
Si omettono i periodi di sede vacante non superiori ai 2 anni o non storicamente accertati.
- Isacco Chédraoui † (25 marzo 1629 ordinato - 1665 deceduto)[4]
- Mikhaïl Hasrouni †
- Gabriel †
- Youssef Bin Barbour Assem’ani al Hasrouni † (prima del 1675 - 11 dicembre 1695 deceduto)
- Yaaqoub Awwad el-Hasrouni † (1698 - 21 febbraio 1706 confermato patriarca di Antiochia)
- Elias El Gemayel † (1706 - 1716 deceduto)
- Basilio † (prima del 1733 - dopo il 1736)
- Germano † (menzionato nel 1746)[5]
- Tobie El-Khazen † (1755 - 28 marzo 1757 confermato patriarca di Antiochia)
- Raffaele Haklani † (prima del 17 luglio 1779 - dopo il 1787)
- Ignazio Gazeno † (prima del 1795 - dopo il 1809)
- Youssef Hobaish † (30 gennaio 1820 consacrato - 3 maggio 1824 confermato patriarca di Antiochia)
- Paul Moise Musa † (2 marzo 1826 - ?)
- Youssef El Khazen † (1830 - 19 gennaio 1846 confermato patriarca di Antiochia)
- Estephan Auad (Stefano Evodio) † (15 dicembre 1878 - gennaio 1908 deceduto)
- Antoun Arida † (7 giugno 1908 - 13 marzo 1933 confermato patriarca di Antiochia)
- Antoine Abed † (23 aprile 1933 - 15 settembre 1975 deceduto)
- Antoine Joubeir † (4 agosto 1977 - 2 luglio 1993 ritirato)
- Gabriel Toubia † (2 luglio 1993 - 6 aprile 1997 deceduto)
- Youhanna Fouad El-Hage † (7 giugno 1997 - 4 maggio 2005 deceduto)
- Georges Bou-Jaoudé (Aboujaoudé), C.M. † (28 dicembre 2005 - 1º novembre 2020 ritirato)
- Youssef Antoine Soueif, dal 1º novembre 2020

## Statistiche
L'arcieparchia nel 2022 contava 150.800 battezzati.
| anno | popolazione | popolazione | popolazione | presbiteri | presbiteri | presbiteri | presbiteri                | diaconi | religiosi | religiosi | parrocchie |
| anno | battezzati  | totale      | %           | numero     | secolari   | regolari   | battezzati per presbitero | diaconi | uomini    | donne     | parrocchie |
| ---- | ----------- | ----------- | ----------- | ---------- | ---------- | ---------- | ------------------------- | ------- | --------- | --------- | ---------- |
| 1950 | 77.000      | 1.330.000   | 5,8         | 136        | 120        | 16         | 566                       |         | 47        | 64        | 135        |
| 1969 | 135.000     | ?           | ?           | 156        | 116        | 40         | 865                       |         | 63        | 136       | 93         |
| 1978 | 190.000     | ?           | ?           | 210        | 119        | 91         | 904                       |         | 115       | 45        | 124        |
| 1990 | 97.316      | ?           | ?           | 101        | 93         | 8          | 963                       |         | 8         | 51        | 125        |
| 1999 | 100.000     | ?           | ?           | 141        | 105        | 36         | 709                       |         | 46        | 132       | 124        |
| 2000 | 100.000     | ?           | ?           | 153        | 113        | 40         | 653                       |         | 49        | 130       | 120        |
| 2001 | 100.500     | ?           | ?           | 152        | 108        | 44         | 661                       |         | 52        | 162       | 122        |
| 2002 | 100.350     | ?           | ?           | 153        | 113        | 40         | 655                       |         | 50        | 162       | 122        |
| 2003 | 101.350     | ?           | ?           | 145        | 95         | 50         | 698                       |         | 56        | 162       | 122        |
| 2004 | 101.350     | ?           | ?           | 171        | 118        | 53         | 592                       |         | 59        | 167       | 122        |
| 2009 | 139.300     | ?           | ?           | 180        | 120        | 60         | 773                       |         | 66        | 140       | 125        |
| 2014 | 147.800     | ?           | ?           | 190        | 130        | 60         | 777                       |         | 66        | 140       | 126        |
| 2017 | 147.800     | ?           | ?           | 191        | 131        | 60         | 773                       |         | 66        | 140       | 126        |
| 2020 | 147.800     | ?           | ?           | 189        | 129        | 60         | 782                       |         | 66        | 140       | 126        |
| 2022 | 150.800     | ?           | ?           | 170        | 116        | 54         | 887                       |         | 60        | 140       | 126        |